# Vlag van Ameide

Vlag van de gemeente Ameide (1960-1986)

De vlag van Ameide is op 3 maart 1960 bij raadsbesluit vastgesteld als de gemeentevlag van de Zuid-Hollandse gemeente Ameide. De vlag kan als volgt worden beschreven:
Vijf banen van blauw, geel, wit, geel en blauw, waarvan de hoogten zich verhouden als 2:1:2:1:2, met daarop evenwijdig aan de broek twee rode balken, elk ter breedte van de helft der hoogte der gele banen, terwijl de afstand van de broek en de onderlinge afstand der banen zich verhoudt tot de breedte dier banen als 2:1.
De vlag is ontworpen door Kl. Sierksma en is afgeleid van het gemeentewapen, in de kleuren zoals het werd gevoerd. De ontwerper stelde dat het wapen in de oorspronkelijke kleuren bestond uit rode banen op een zilveren veld, maar dat ten tijde van de vaststelling van het gemeentewapen deze kleuren niet bij de aanvraag waren vermeld, waardoor het in rijkskleuren is verleend. Deze oorspronkelijke kleuren zijn over de vlag heen aangebracht: het wit ligt op de blauw-geel-blauwe ondergrond; de rode balken liggen daar overheen. Op deze manier verhaalt de vlag over de geschiedenis van de oude ambachtsheerlijkheid Ameide.
Op 1 januari 1986 ging Ameide op in de gemeente Zederik. De vlag kwam daardoor als gemeentevlag te vervallen. Op 1 januari 2019 is Zederik opgegaan in Vijfheerenlanden, waarmee Ameide in de provincie Utrecht kwam te liggen.

## Verwante afbeeldingen

Het wapen van Ameide

Alkemade 
· Ameide 
· Ammerstol 
· Arkel 
· Asperen 
· Benthuizen 
· Bergambacht 
· Bergschenhoek 
· Berkel en Rodenrijs 
· Bernisse 
· Binnenmaas 
· Bleiswijk 
· Bleskensgraaf en Hofwegen
· Bodegraven 
· Boskoop
· Brielle 
· Cromstrijen 
· De Lier 
· Delfshaven 
· Dirksland 
· Everdingen 
· Geervliet 
· Giessenburg 
· Giessenlanden
· Goedereede 
· Goudswaard 
· Graafstroom 
· 's-Gravendeel 
· 's-Gravenzande 
· Groot-Ammers
· Hagestein 
· Haastrecht 
· Hazerswoude 
· Heenvliet 
· Heerjansdam 
· Hei- en Boeicop
· Heinenoord
· Hellevoetsluis 
· Hillegersberg
· Jacobswoude
· Kamerik
· Korendijk
· Koudekerk aan den Rijn
· Krimpen aan de Lek
· Langerak
· Leerdam
· Leidschendam
· Leimuiden
· Lexmond
· Liemeer
· Liesveld
· Maasland
· Middelharnis
· Mijnsheerenland
· Moerhuizen
· Moerkapelle
· Molenwaard
· Monster
· Moordrecht
· Naaldwijk
· Nederlek
· Nieuw-Beijerland
· Nieuwerkerk aan den IJssel
· Nieuw-Lekkerland
· Nieuwpoort
· Nieuwveen
· Noordwijkerhout
· Nootdorp
· Numansdorp
· Oostflakkee
· Oostvoorne
· Oud-Alblas
· Oud-Beijerland 
· Oude-Tonge 
· Oudenhoorn 
· Ouderkerk 
· Ouderkerk aan den IJssel
· Overschie
· Piershil 
· Pijnacker 
· Poortugaal 
· Puttershoek 
· Reeuwijk 
· Rhoon 
· Rijnsaterwoude 
· Rijnsburg 
· Rijnwoude 
· Rockanje 
· Rozenburg 
· Sassenheim 
· Schelluinen 
· Schipluiden 
· Schoonhoven 
· Schoonrewoerd 
· Sommelsdijk 
· Spijkenisse 
· Streefkerk 
· Strijen 
· Ter Aar 
· Valkenburg 
· Vianen 
· Vierpolders 
· Vlist 
· Voorburg 
· Voorhout 
· Warmond 
· Wateringen 
· Westmaas 
· Westvoorne 
· Woerden 
· Woubrugge 
· Zederik 
· Zevenhoven 
· Zevenhuizen 
· Zevenhuizen-Moerkapelle 
· Zuid-Beijerland 
· Zuidland 
· Zwammerdam 
· Zwartewaal